# Pachythone mimula
Pachythone mimula är en fjärilsart som beskrevs av Bates 1868. Pachythone mimula ingår i släktet Pachythone och familjen Riodinidae. Inga underarter finns listade i Catalogue of Life.